# Tughluq-Dynastie

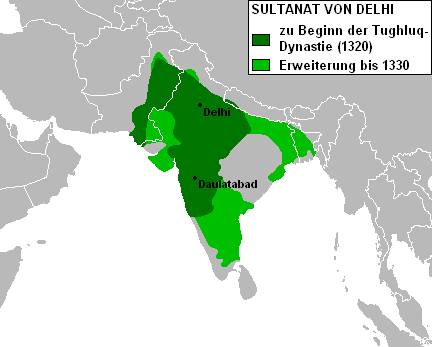
Größte Ausdehnung des Delhi-Sultanats zu Beginn der Tughluq-Dynastie

Die Tughluq-Dynastie (persisch سلطنت تغلق) des nordindischen Sultanats von Delhi wurde 1320 gegründet, als Ghazi Tughluq unter dem Titel Ghiyas-ud-din Tughluq den Thron bestieg. Die Tughluqs waren eine muslimische Dynastie türkischer Abstammung. Ihre Herrschaft stützte sich auf türkische, afghanische und sonstige muslimische Söldner, die aus anderen Regionen Vorder- und Zentralasiens angeworben wurden.

## Herrscher
- Ghiyas-ud-din Tughluq Shah I. (1320–1325)
- Muhammad Schah II. (1325–1351)
- Mahmud Ibn Muhammad (März 1351)
- Firuz Schah Tughluq (1351–1388)
- Ghiyas-ud-din Tughluq II. (1388–1389)
- Abu Baker (1389–1390)
- Nasir-ud-din Muhammad Shah III. (1390–1393)
- Sikander Schah I. (März–April 1393)
- Mahmud Nasir-ud-din (Sultan Mahmud II.) von Delhi (1393–1394)
- (1394–1398)

Nusrat Schah, Enkel von Firuz Schah Tughluq, beherrschte von Firozabad aus den Westen des Reiches
Nasir-ud-din Mahmud Schah, Sohn von Mahmud Nasir-ud-din, beherrschte von Delhi aus den Osten des Reiches

## Bauten der Tughluq-Zeit

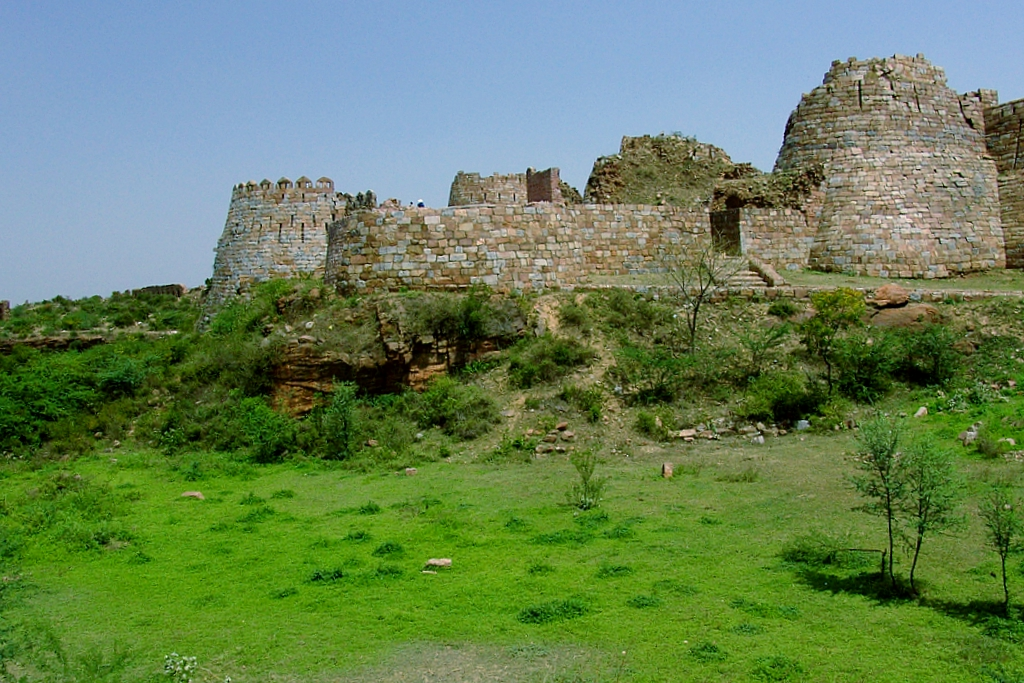
Tughlaqabad, Delhi
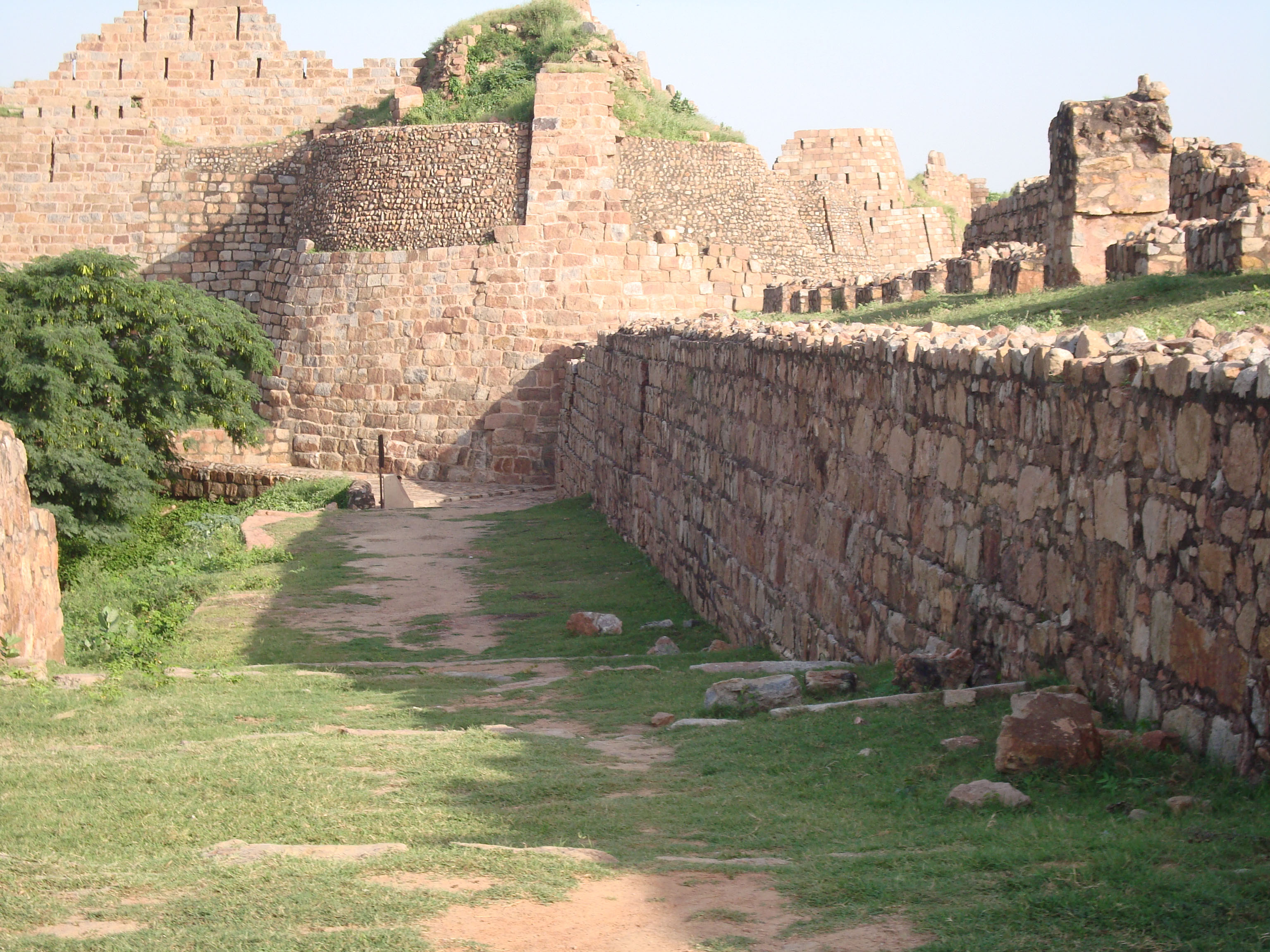
Mauern von Tughlaqabad
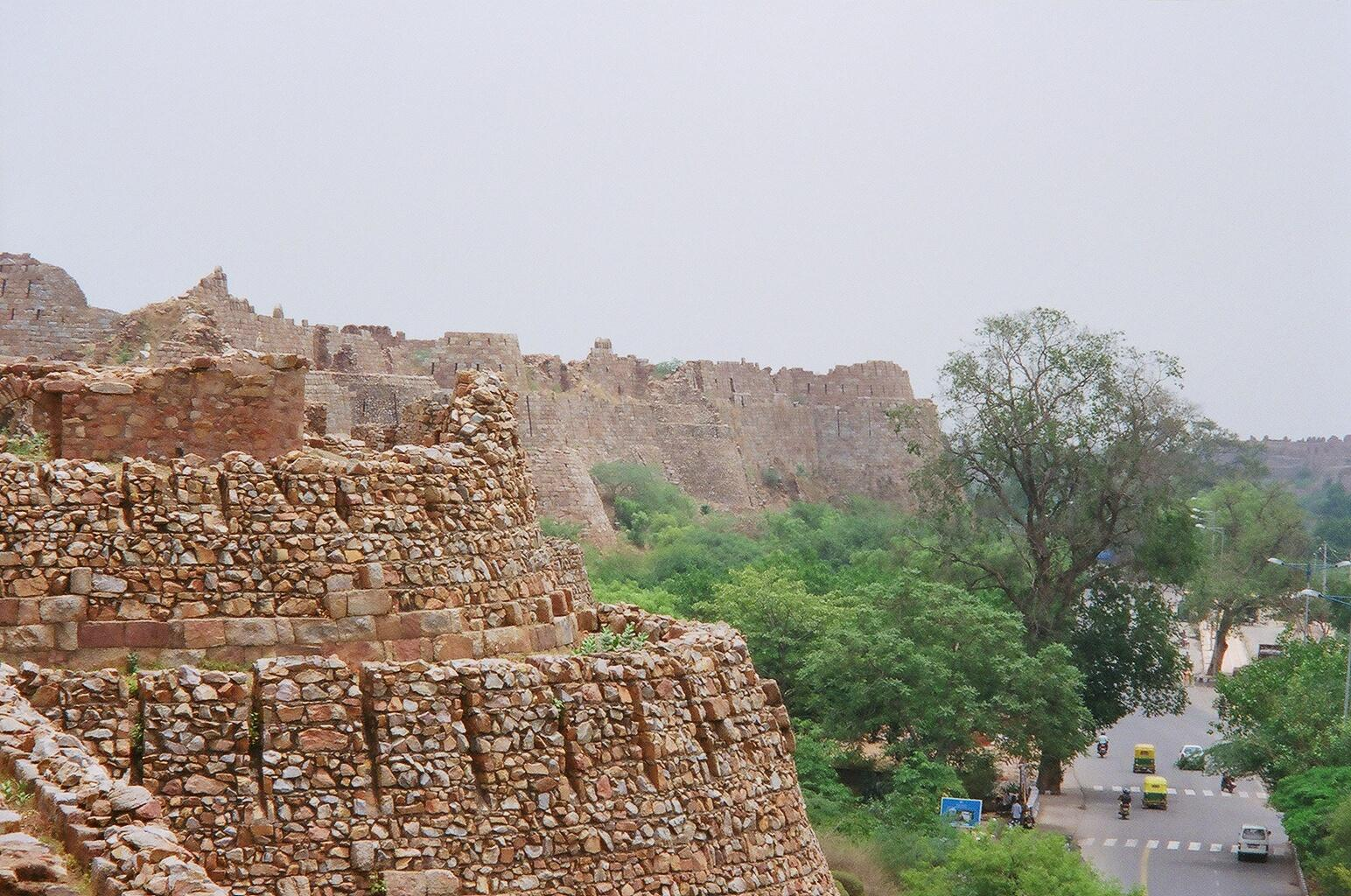
Tughlaqabad Fort
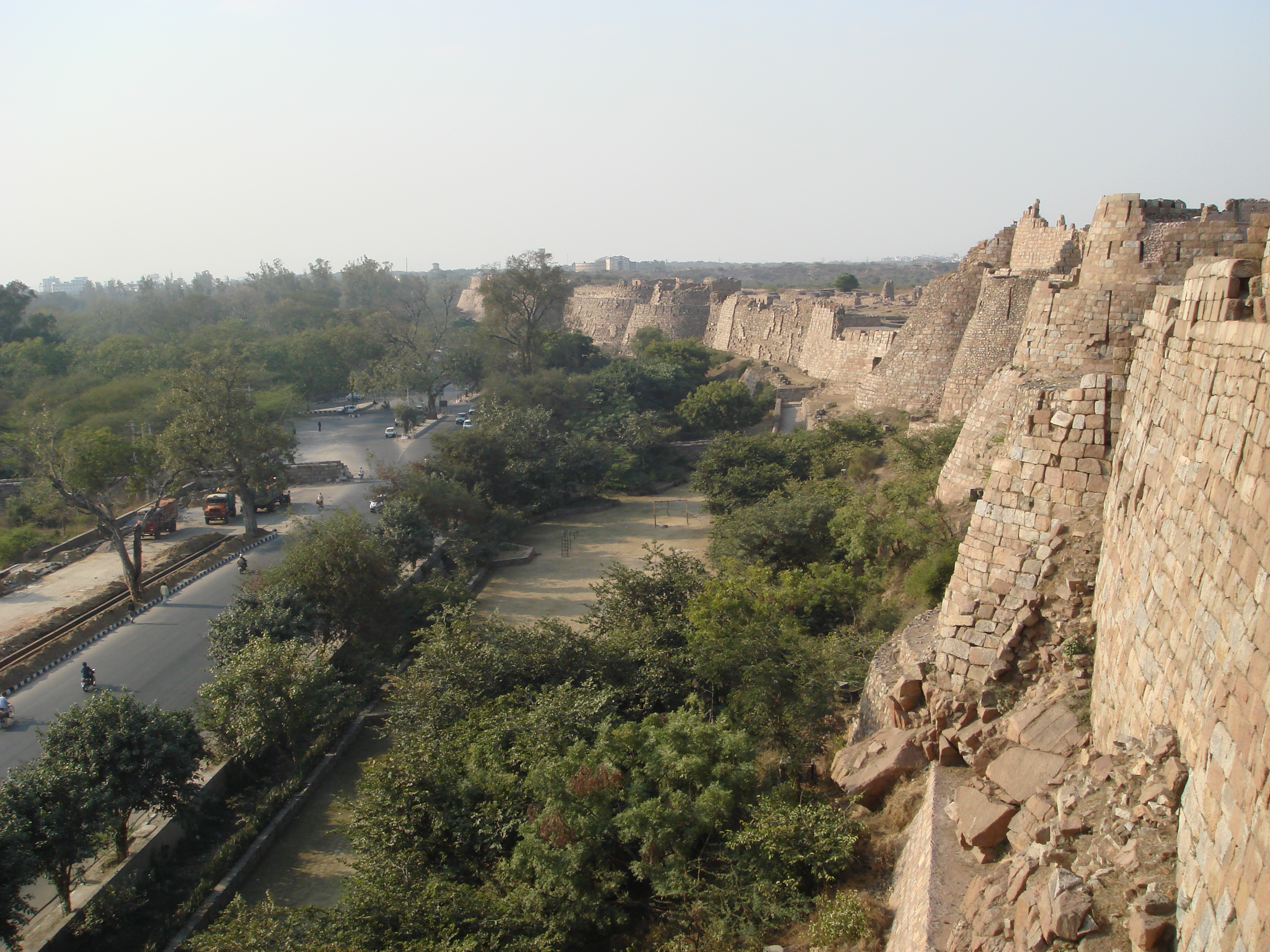
Tughlaqabad Fort
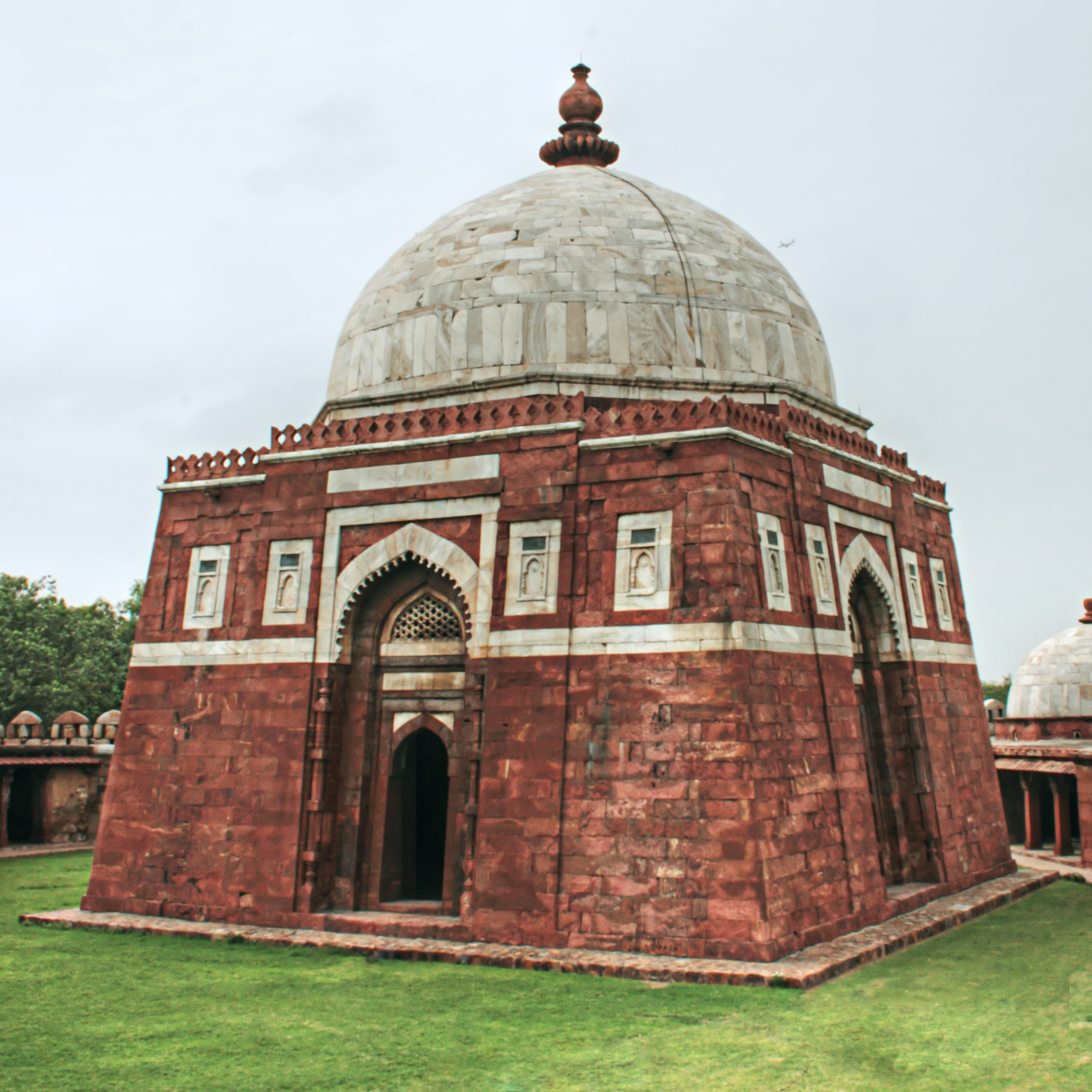
Mausoleum von Ghiyas-ud-din Tughluq Shah I. im Tughlaqabad-Fort
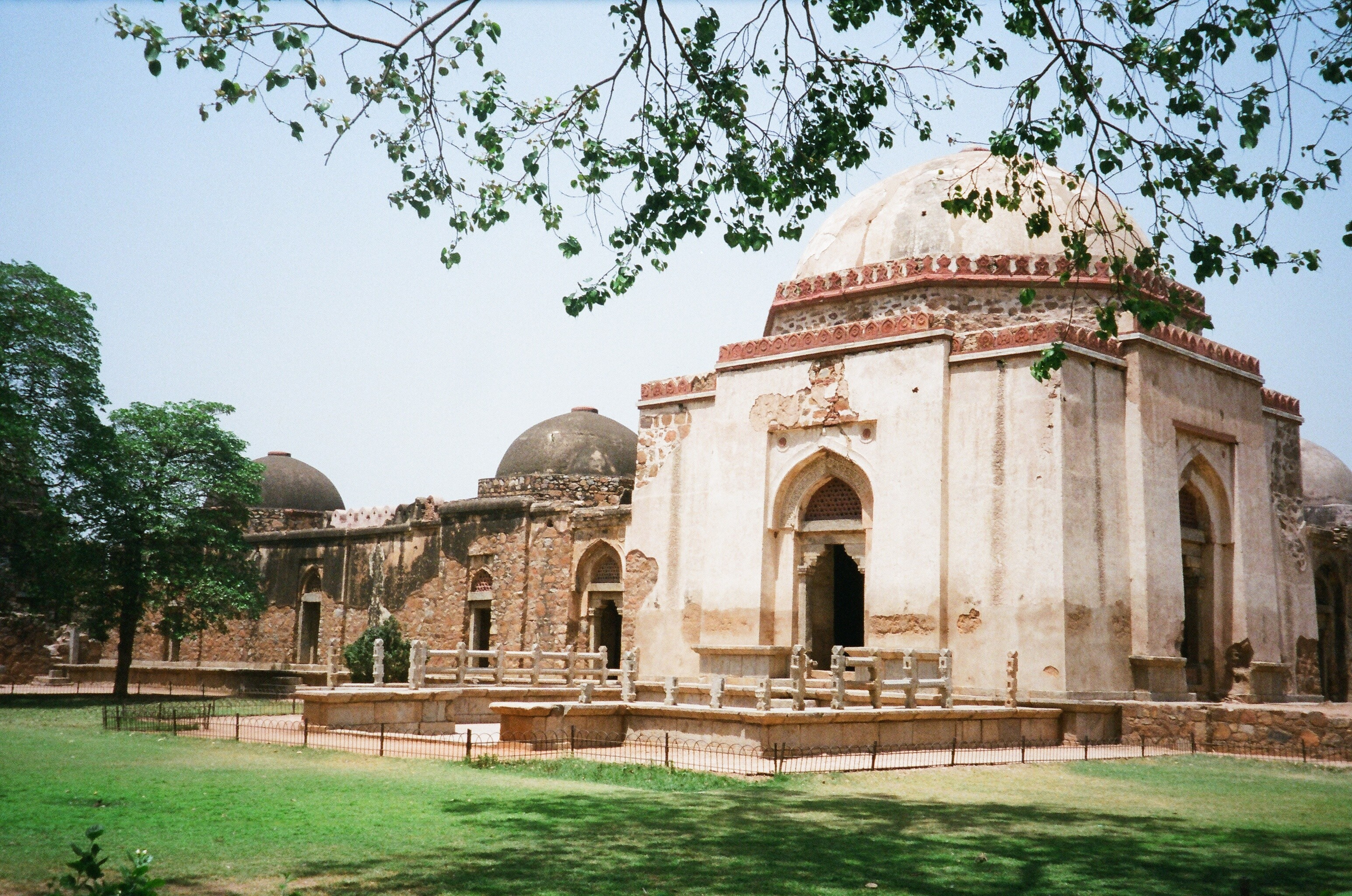
Mausoleum von Firuz Schah Tughluq mit Madrasa, Hauz-Khas-Komplex, Delhi
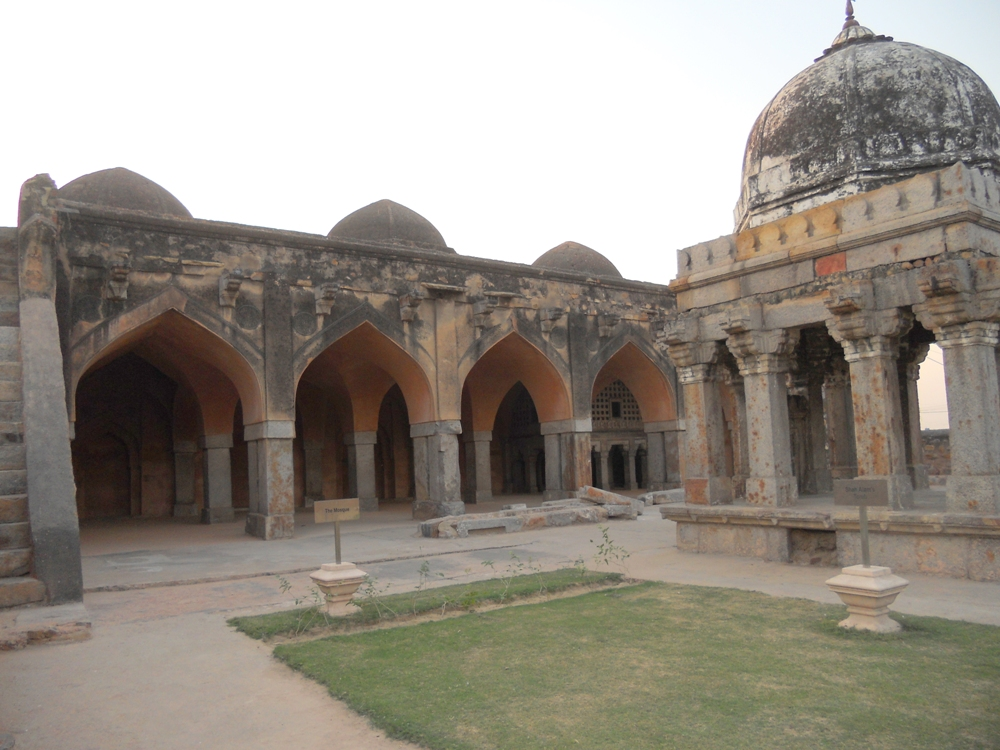
Wazirabad-Moschee, Delhi
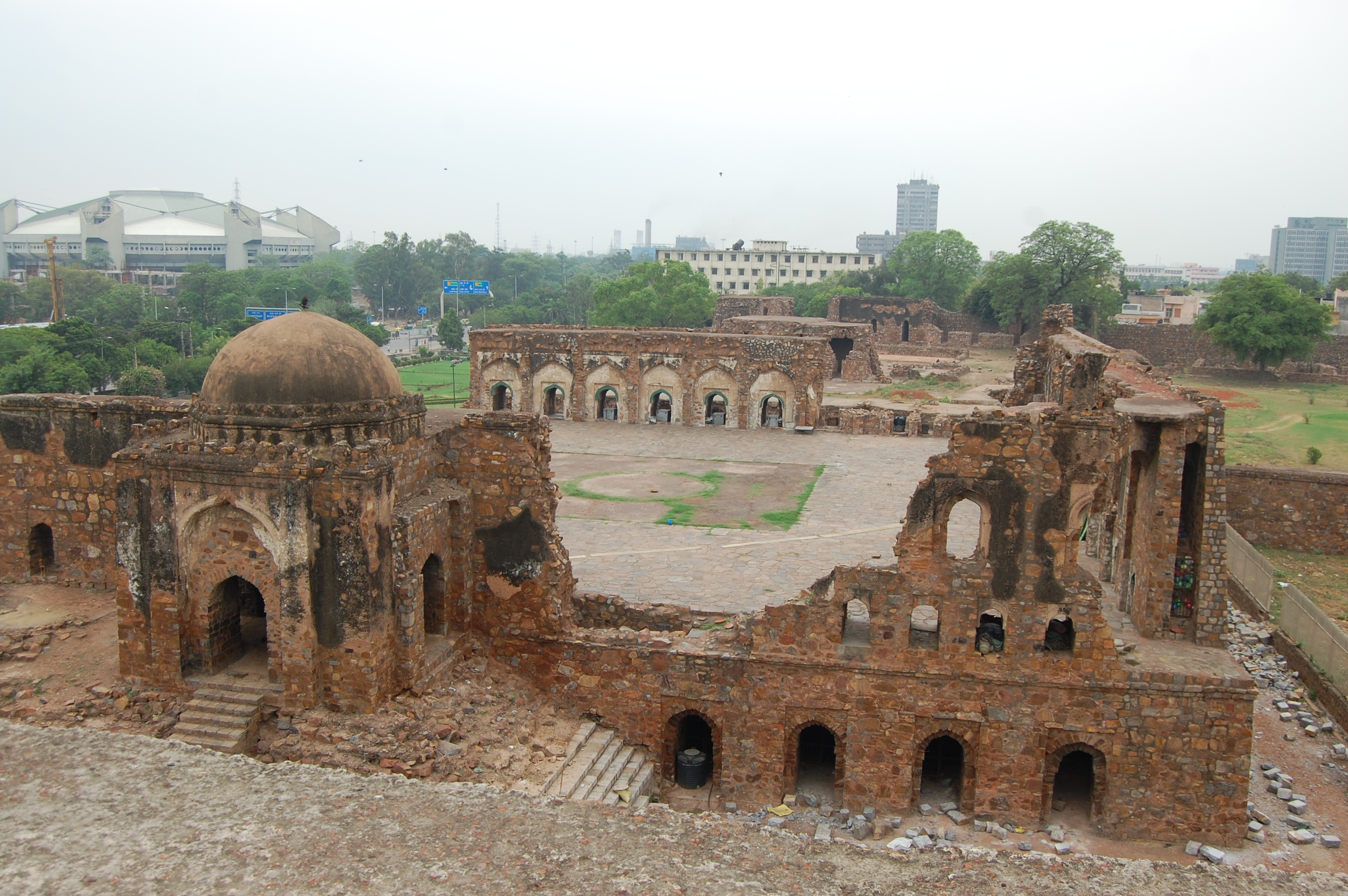
Moschee von Firuz Shah Kotla, Delhi
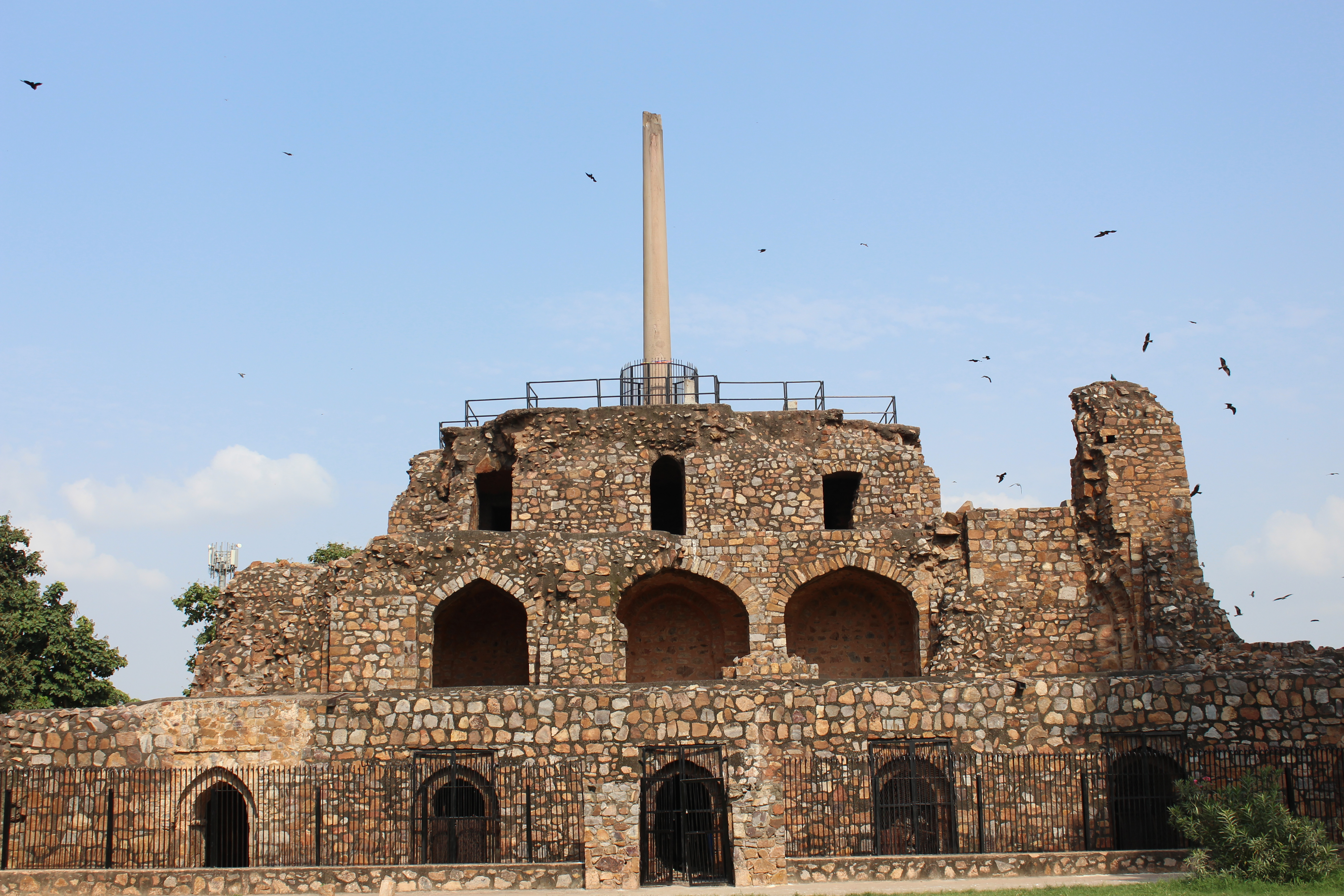
Gebäude in Firuz Shah Kotla mit Ashoka-Säule
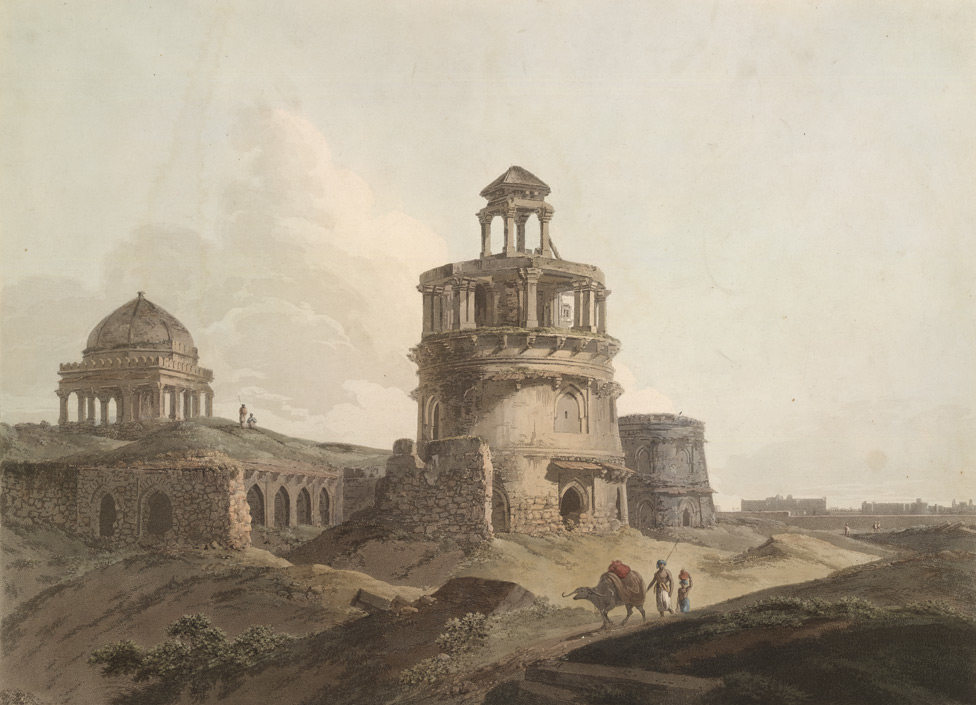
Ruinen von Firuz Shah Kotla (1802)
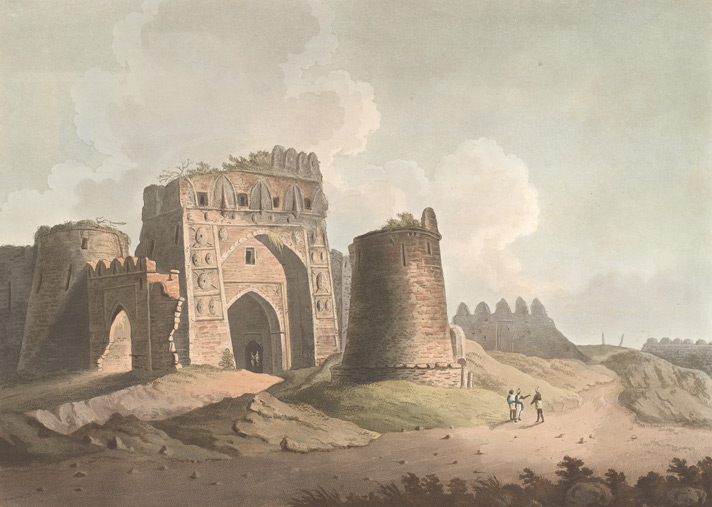
Westtor von Firuz Shah Kotla (1802)
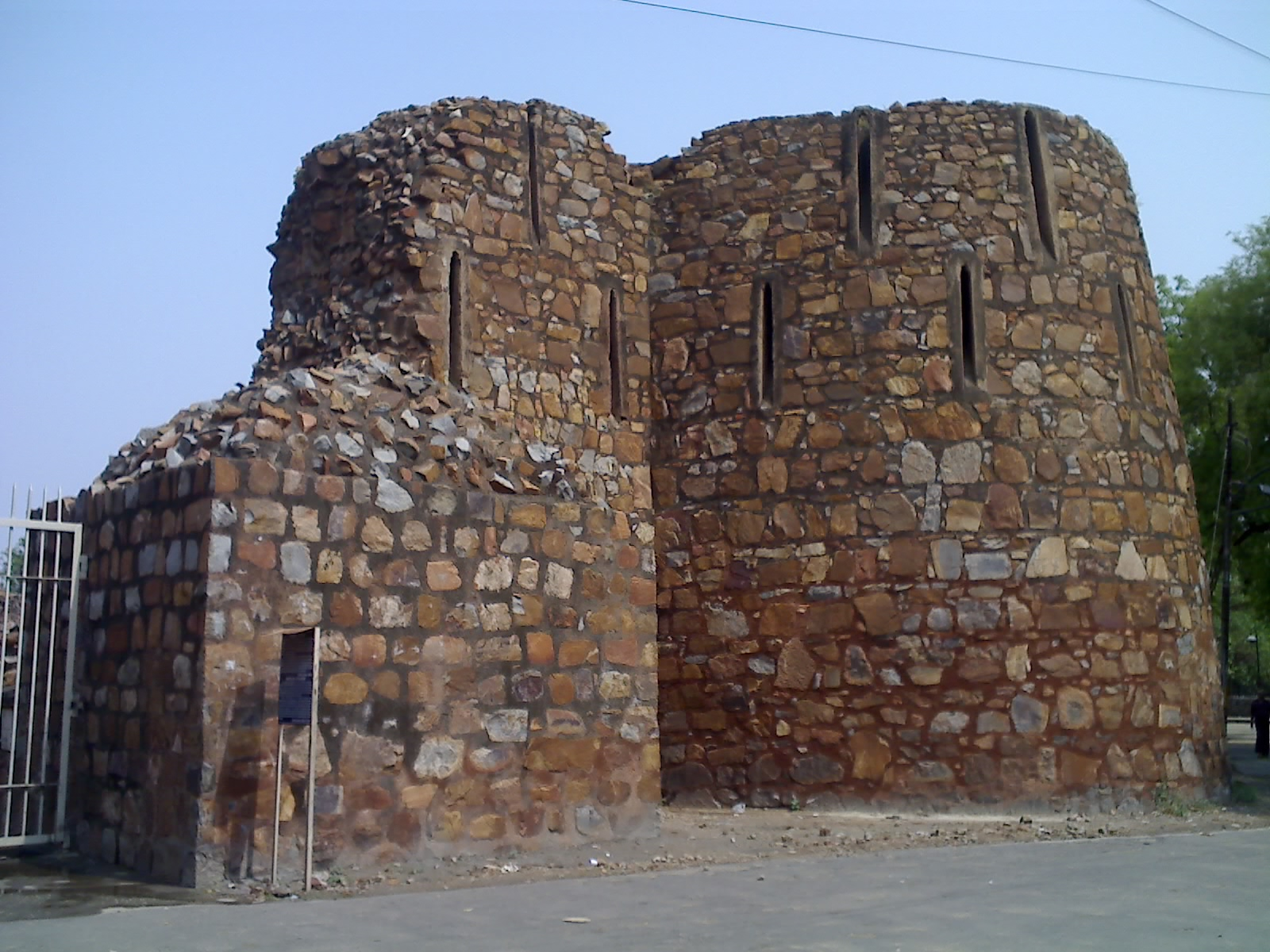
Firuz Shah Kotla, Delhi